# Michael Cherry
Michael Cherry (New York, 23 marzo 1995) è un velocista statunitense, medaglia d'oro nella staffetta 4×400 metri ai Mondiali di Doha 2019 e ai Giochi olimpici di Tokyo 2020.

## Palmarès
| Anno | Manifestazione      | Sede       | Evento        | Risultato  | Prestazione | Note                                     |
| ---- | ------------------- | ---------- | ------------- | ---------- | ----------- | ---------------------------------------- |
| 2014 | Mondiali U20        | Eugene     | 4×400 m       | Oro        | 3'03"31     |                                          |
| 2017 | Mondiali            | Londra     | 4×400 m       | Argento    | 2'58"61     |                                          |
| 2018 | Mondiali indoor     | Birmingham | 400 m piani   | Argento    | 45"84       |                                          |
| 2018 | Mondiali indoor     | Birmingham | 4×400 m       | Argento    | 3'01"97     |                                          |
| 2018 | Campionati NACAC    | Toronto    | 4×400 m       | Oro        | 3'00"60     |                                          |
| 2019 | World Relays        | Yokohama   | 4×400 m       | Finale     | dq          |                                          |
| 2019 | Giochi panamericani | Lima       | 4×400 m       | Argento    | 3'01"72     |                                          |
| 2019 | Mondiali            | Doha       | 4×400 m       | Oro        | 2'56"69     | Miglior prestazione mondiale stagionale  |
| 2019 | Mondiali            | Doha       | 4×400 m mista | Oro        | 3'09"34     | Record mondiale                          |
| 2021 | Giochi olimpici     | Tokyo      | 400 m piani   | 4º         | 44"21       | Miglior prestazione personale            |
| 2021 | Giochi olimpici     | Tokyo      | 4×400 m       | Oro        | 2'55"70     | Miglior prestazione personale stagionale |
| 2022 | Mondiali            | Eugene     | 400 m piani   | Semifinale | 45"28       |                                          |

## Campionati nazionali
- 1 volta campione nazionale indoor dei 400 m piani (2018)

## Altre competizioni internazionali
2021
- Vincitore della Diamond League nella specialità dei 400 m piani